# Campinas do Sul
Campinas do Sul là một đô thị thuộc bang Rio Grande do Sul, Brasil. Đô thị này có diện tích 261,321 km², dân số năm 2007 là 5588 người, mật độ 21,38 người/km².